# Sylvisorex konganensis
Sylvisorex konganensis là một loài động vật có vú trong họ Chuột chù, bộ Soricomorpha. Loài này được Ray & Hutterer miêu tả năm 1995.